# Gangster – Ohne Skrupel und Moral
Gangster – Ohne Skrupel und Moral (Originaltitel: Gangsters: America’s Most Evil) ist eine US-amerikanische Krimi-Dokureihe der Sender The Biography Channel und Reelz.

## Handlung
Sie gehörten zu den berüchtigtsten Verbrechern der USA und ihre Taten erschütterten die Öffentlichkeit. Kriminalisten und Juristen kommentieren in dieser Dokumentarserie die kriminelle Karriere dieser Mörder, Kidnapper, Betrüger, Drogenhändler und Brandstifter. Die meisten Verbrecher dieser Serie, wenn nicht sogar alle, wurden entweder durch die lokale, staatliche und föderale Strafverfolgung vor Gericht gestellt oder wurden als Teil ihrer kriminellen Organisation ermordet.

## Hintergrund
Die deutsche Erstausstrahlung erfolgte ab dem 28. September 2013 unter dem Titel Gangster – Ohne Skrupel und Moral auf The Biography Channel. Seit der 9. Episode der 2. Staffel, welche im deutschsprachigen Raum am 25. Januar 2014 ausgestrahlt wurde, wurde keine weitere auf Deutsch synchronisierte Folge der Dokureihe veröffentlicht.

## Episodenliste
| 1 | 9  | 20. Juli 2012    | 25. September 2012 |
| Episode 01. Juan Raul Garza (OT: Juan Raul Garza: The First Kingpin) Episode 02. Harry „Taco“ Bowman (OT: The Ultimate Outlaw: Harry "Taco" Bowman) Episode 03. Griselda Blanco (OT: The Godmother: Griselda Blanco) Episode 04. Alberto „Alpo“ Martinez (OT: The Mayor of Harlem: Alberto "Alpo" Martinez) Episode 05. Johnny Eng (OT: Machine Gun Johnny: Johnny Eng) Episode 06. Luis Felipe (OT: King Blood: Luis Felipe) Episode 07. Anthony Shea und die No-Name Gang (OT: Anthony Shea and The No-Name Gang) Episode 08. Jemeker Thompson (OT: The Queenpin: Jemeker Thompson) Episode 09. Garcia, Beltran & Henao (OT: Lethal Beauties: Beltran, Henao and Garcia) |    |                  |                    |
| 2 | 15 | 28. Mai 2013     | 24. September 2013 |
| Episode 01. Clarence Heatley (OT: The Black Hand of Death: Clarence "Preacher" Heatley) Episode 02. Bartolome Moya (OT: The Shadow Kingpin: Bartolome Moya) Episode 03. Lisette Lee (OT: The Pot Princess of Beverly Hills: Lisette Lee) Episode 04. Ruben Cavazos (OT: The Mongol Warlord: Ruben "Doc" Cavazos) Episode 05. Thelma Wright (OT: Philly's Gangster Queen: Thelma Wright) Episode 06. Carlos Lehder Rivas (OT: The Colombian Rambo: Carlos Lehder) Episode 07. Barry Byron Mills (OT: The Baron of Brotherhood: Barry Mills) Episode 08. Maria „Chata“ Leon (OT: Mother of the Avenues: Maria "Chata" Leon) Episode 09. Christopher Coke (OT: The Kingston Kingpin: Christopher "Dudus" Coke) Episode 10. (OT: Kansas City Kingpin: Alejandro Corredor) Episode 11. (OT: Sex, Money, Murder, Inc.: “Pistol Pete” Rollack) Episode 12. (OT: Los Muchachos: Augusto Falcon & Salvador Magluta) Episode 13. (OT: The Cutt Boyz: Terrance Benjamin & Derrick Washington) Episode 14. (OT: Bird And The New Breeds: Dana Bostic) Episode 15. (OT: “Q” The Motor City Connect: Quasand Lewis) |    |                  |                    |
| 3 | 10 | 19. Januar 2016  | 22. März 2016      |
| Episode 01. (OT: Juan Ramon Matta Ballesteros) Episode 02. (OT: Dustin Honken) Episode 03. (OT: James Spencer Springette) Episode 04. (OT: Ludwig Fainberg) Episode 05. (OT: Demetrius & Terry Flenory (BMF) Episode 06. (OT: Alex Rudaj: Patriarch of the Sixth Family) Episode 07. (OT: Best Friends Gang) Episode 08. (OT: Rances Ulices Amaya) Episode 09. (OT: Mery Valencia) Episode 10. (OT: Cheng Chui Ping) |    |                  |                    |
| 4 | 6  | 6. Dezember 2016 | 10. Januar 2017    |
| Episode 01. (OT: James 'Whitey' Bulger) Episode 02. (OT: Timothy McGhee) Episode 03. (OT: Vincent Smothers) Episode 04. (OT: Raquel Hortencia Medeles-Arguello) Episode 05. (OT: Marvin and Pierre Mercado) Episode 06. (OT: Ross William Ulbricht) |    |                  |                    |